# Alomiinae
Alomiinae es una subtribu  perteneciente a la subfamilia Asteroideae de la familia de las asteráceas. Tiene los siguientes géneros.

## Descripción
Las plantas de esta subtribu tiene un hábito herbáceo o arbustivo, generalmente erectas, con ciclos de vida anuales o perennes. Las ramificaciones puede ser escasas o densas, dependiendo de la especie. La disposición de las hojas a lo largo del tallo es alterna o contraria, a veces en espiral. Por lo general son pecioladas. Las inflorescencias están formadas por grupos de cabezuelas terminales pediceladas (raramente solitarias), a veces la inflorescencia está rodeada por las hojas. Las cabezas de las flores están formadas por una carcasa compuesta de escamas dentro de la cual un receptáculo actúa como una base para las flores. Las escalas, de diferentes tamaños, están dispuestas en una serie imbricadas; también persistentes. El receptáculo es glabro , plano o ligeramente convexo y libre de lana para proteger la base de las flores. Las flores son de 2 a 100, normalmente con corolas tubulares. La superficie de los lóbulos es suave. Las frutas son aquenios con vilano. 

## Géneros

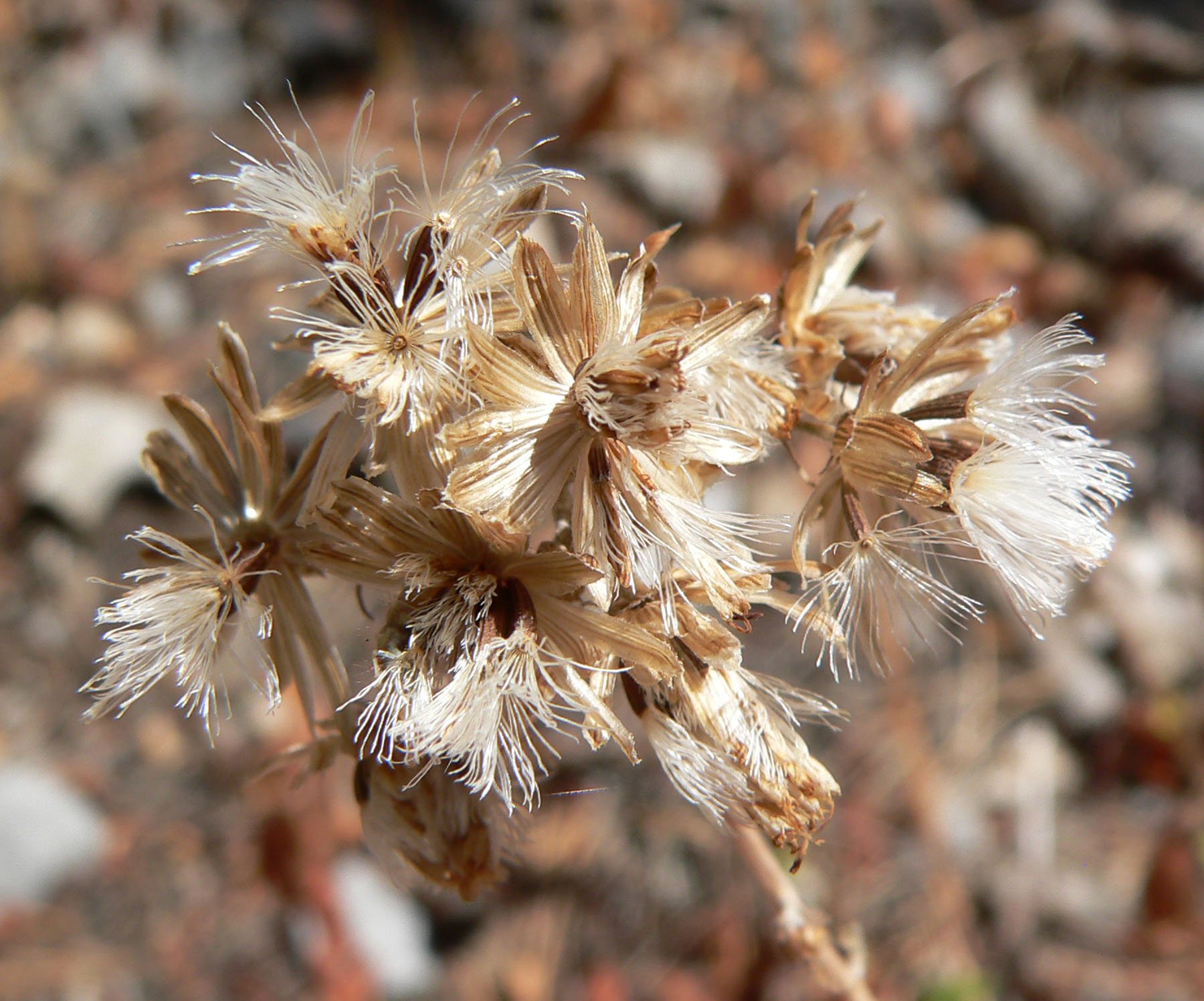
Brickellia grandiflora

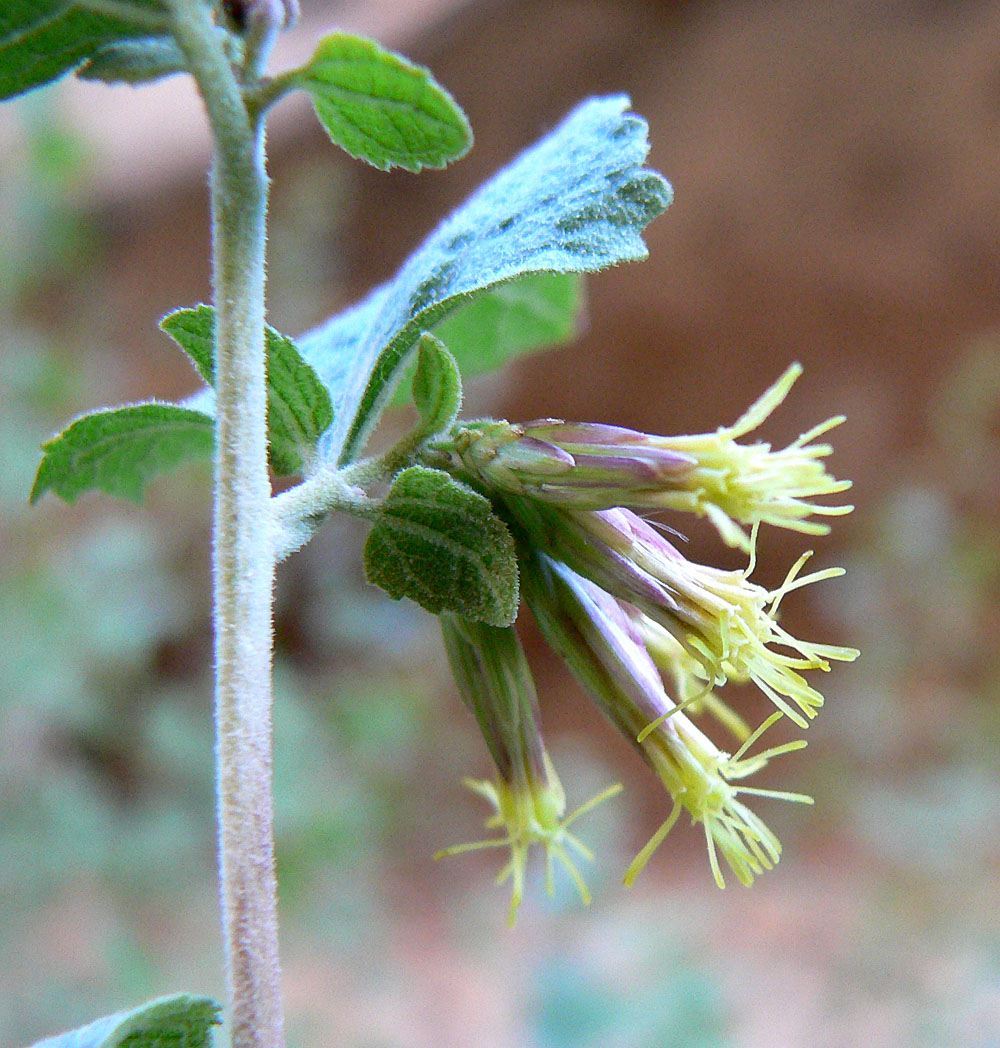
Brickellia californica

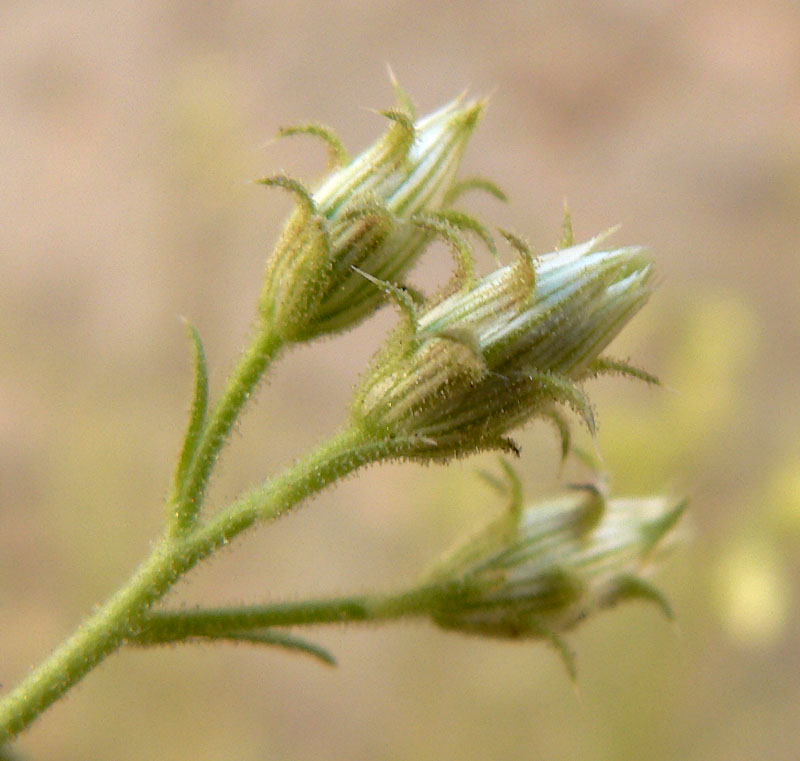
Pleurocoronis pluriseta

La subtribu comprende 23 géneros y unas 170 especies.

| Géneros                                           | N. especies                                              | Distribución             |
| ------------------------------------------------- | -------------------------------------------------------- | ------------------------ |
| Ageratella A. Gray ex S. Watson, 1887             | 1 sp. (A. microphylla (Sch. Bip.) A. Gray ex S. Watson)  | México                   |
| Alomia Kunth, 1818                                | 5 spp.                                                   | México                   |
| Asanthus R.M. King & H. Rob., 1972                | 3 spp.                                                   | México y USA             |
| Austrobrickellia R.M. King & H. Rob., 1972        | 3 spp.                                                   | América del Sur          |
| Barroetea A. Gray, 1880                           | 6 spp.                                                   | México                   |
| Brickellia Elliott, 1824                          | circa 100 spp.                                           | América                  |
| Brickelliastrum R.M. King & H. Rob., 1972         | 2 spp.                                                   | México y USA             |
| Carminatia Moç. ex DC., 1838                      | 3 spp.                                                   | México y USA             |
| Condylopodium R.M. King & H. Rob., 1972           | 4 spp.                                                   | Colombia                 |
| Crossothamnus R.M. King & H. Rob., 1972           | 4 spp.                                                   | Colombia, Ecuador y Perú |
| Dissothrix A. Gray, 1851                          | 1 sp. (D. imbricata (Gardner) B.L. Rob.)                 | Brasil                   |
| Dyscritogyne R.M. King & H. Rob., 1971            | 2 spp.                                                   | México                   |
| Flyriella R.M. King & H. Rob., 1972               | 4 spp.                                                   | México                   |
| Goyazianthus R.M. King & H. Rob., 1977            | 1 sp. (G. tetrastichus (B.L. Rob.) R.M. King & H. Rob. ) | Brasil                   |
| Helogyne Nutt., 1841                              | 8 spp.                                                   | América del Sur          |
| Kyrsteniopsis R.M. King & H. Rob., 1971           | 5 spp.                                                   | Guatemala y México       |
| Leptoclinium Benth. & Hook. f., 1873              | 1 sp. (L. trichotomum (Gardner) Benth. ex Baker )        | Brasil                   |
| Malperia S. Watson, 1889                          | 1 sp. (M. tenuis S. Watson )                             | USA y México             |
| Phanerostylis (A. Gray) R.M. King & H. Rob., 1972 | 5 spp.                                                   | México                   |
| Planaltoa Taub., 1896                             | 2 spp.                                                   | Brasil                   |
| Pleurocoronis R.M. King & H. Rob., 1966           | 3 spp.                                                   | USA y México             |
| Pseudobrickellia R.M. King & H. Rob., 1972        | 2 spp.                                                   | Brasil                   |
| Steviopsis R.M. King & H. Rob., 1971              | 4 spp.                                                   | México                   |